# Julien Antomarchi
Julien Antomarchi (Marseille, 16 mei 1984) is een Frans wielrenner die anno 2018 rijdt voor Roubaix Lille Métropole.

## Belangrijkste overwinningen
2006
Gara Ciclistica Milionaria
1e etappe Ronde van de Somme
2008
2e etappe Driedaagse van Vaucluse
4e etappe Ronde van Bretagne
2009
3e etappe Ronde van de Elzas
2010
4e etappe Ronde de l'Oise
2e etappe Kreiz Breizh Elites
2011
2e etappe Ronde van de Haut-Var
2013
1e etappe Mzansi Tour
2014
4e en 7e etappe Ronde van Hainan
Eindklassement Ronde van Hainan
2015
Bergklassement Vierdaagse van Duinkerke
Proloog Ronde van de Elzas
2018
4e etappe Ronde van Bretagne
Grand Prix de la ville de Nogent-sur-Oise

## Resultaten in voornaamste wedstrijden
| Jaar | Luik-Bast.‑Luik | Parijs-Tours |
| ---- | --------------- | ------------ |
| 2012 | opgave          |              |
| 2018 |                 | 97e          |
| 2019 |                 | opgave       |

## Ploegen
- 2009 –  Skil-Shimano (stagiair vanaf 1-8)
- 2011 –  La Pomme Marseille
- 2012 –  Team Type 1-Sanofi
- 2013 –  La Pomme Marseille
- 2014 –  Team La Pomme Marseille 13
- 2015 –  Roubaix Lille Métropole
- 2016 –  Roubaix Métropole européenne de Lille
- 2017 –  Roubaix Lille Métropole
- 2018 –  Roubaix Lille Métropole